# Kentavr
Kentavr é um filme de drama quirguiz de 2016 dirigido e escrito por Aktan Abdykalykov. Foi selecionado como representante de seu país ao Oscar de melhor filme estrangeiro em 2018.

## Elenco
- Aktan Abdykalykov - Centaur
- Nuraly Tursunkojoev - Nurberdi
- Zarema Asanalieva - Maripa
- Taalaikan Abazova - Sharapat
- Ilim Kalmuratov - Sadyr
- Bolot Tentimyshov - Karabay
- Maksat Mamyrkanov - Teit